# Ali Haidar (General)
Ali Haidar (arabisch علي حيدر, DMG ʿAlī Ḥaidar, * 1932 in Hallet Ara, Alawitenstaat, Mandatsgebiet Syrien; † 5. August 2022) war ein syrischer Offizier. Er gehörte als Kommandeur der Spezialeinheiten der Armee zum engsten Führungskreis um Hafiz al-Assad.

## Leben
Ali Haidar wurde als Angehöriger der alawitischen Minderheit im Dorf Hallet Ara im Gouvernement Latakia geboren. Er gilt als Kindheitsfreund des späteren Diktators Hafiz al-Assad. Er absolvierte seine militärische Ausbildung an der Militärakademie in Homs. Bereits als Jugendlicher war Ali Haidar der Baathpartei beigetreten. Nach der Revolution des 8. März wurde er zum Chef der Spezialeinheiten der syrischen Armee berufen. Während der Machtübernahme durch Assad im Rahmen der Korrekturbewegung leistete Haidar den Putschisten militärische Hilfe. Seine Truppen nahmen eine zentrale Rolle im Tiefen Staat der alawitisch dominierten Baath-Partei ein. Seine Spezialeinheiten waren um Tartus und Damaskus gruppiert, um das Regime gegen innere und äußere Bedrohungen zu schützen. Ebenso waren sie im Libanesischen Bürgerkrieg an Gefechten mit der Israelischen Armee beteiligt. Als Hafiz al-Assads Bruder Rifaat den von Krankheit geschlagenen Diktator absetzen wollte, gehörte Haidar zu den Loyalisten, die es Hafiz al-Assad ermöglichten, den Putsch niederzuschlagen.
1988 erlitt Ali Haidar einen Schlaganfall und gab seine militärischen Funktionen auf. 1994 wurde er kurzzeitig inhaftiert behielt jedoch bis zum Tod Assads im Jahr 2000 eine führende Rolle innerhalb der Partei.
Ali Haidar war Vater eines Sohns und einer Tochter.